# Još Hrvatska ni propala
Još Hrvatska ni propala hrvatska je domoljubna budnica koju je napisao Ljudevit Gaj, a uglazbio Ferdo Livadić 1833. godine. Izvorno napisana je pod naslovom Horvatov sloga i zjedinjenje, a nastala je potkraj 1832. godine.

## Tekst
Tekst pjesme do danas sačuvane u narodu u kraćem, prerađenom obliku:
Još Hrvatska ni propala dok mi živimo,

visoko se bude stala kad ju zbudimo.

Ak je dugo tvrdo spala, jača hoće bit,

ak je sada u snu mala, će se prostranit.

Hura! nek se ori i hrvatski govori!

Ni li skoro skrajnje vrijeme da nju zvisimo,

ter da stransko teško breme iz nas bacimo?

Stari smo i mi Hrvati, nismo zabili

da smo vaši pravi brati, zlo prebavili.

Hura! nek se ori i hrvatski govori!

Oj, Hrvati braćo mila, čujte našu riječ,

razdružit nas neće sila baš nikakva već!

Nas je nekad jedna majka draga rodila,

hrvatskim nas, Bog joj plati, mlijekom dojila.

Hura! nek se ori i hrvatski govori!
 izvorni tekst na WikIzvoru: Horvatov szloga

## Nastanak
Franjo Kuhač u djelu Ilirski glazbenici prenosi Gajevu priču o tome kako je pjesma nastala. Putujući saonicama u Samobor u posjet Livadiću, u nadi kako će im „tadanjim rodoljubima ipak jednom za rukom poći, da Hrvate trgnemo iz njihova sna” Gaj je rekao sam sebi „još Hrvatska nî propala, dok mi živimo” te je vozeći se dalje začuo iz daleka glazbu, spoznavši kako je to glazba hrvatskih seljaka „koji su ju valjda na svadbi za ples gudili”. Kad je ušao u Livadićevu kuću, već je imao riječi i osnovu melodije. Te su večeri napravili nekoliko inačica popijevke, od kojih se jedna uvriježila i postala neslužbena himna ilirskoga pokreta.
Prvo javno izvođenje pjesme održano je u ožujku 1833. godine na koncertu zagrebačkoga glazbenoga zavoda u Streljani, tada je Sidonija Erdődy Rubido pjevala popijevku Ferde Livadića te na kraju dodala i Gajevu budnicu Još Hrvatska ni propala. Prvi put tiskana je 1835. godine u 5. broju Danice.